# 田原嗣郎
田原 嗣郎（たはら つぐお、1924年 - 没年不明）は、日本の歴史学者、北海道大学文学部名誉教授。専門は江戸期の儒学・国学をめぐる日本思想史研究。

## 略歴
松本高等学校理科を経て、1953年に東京大学文学部国史学科卒業、北海道大学教授、敬和学園大学教授などを務めた。丸山眞男と多大な交流があり影響を受けた。

## 著書
- 『平田篤胤』（吉川弘文館、人物叢書） 1963年、新装版 1986年
- 『徳川思想史研究』（未來社） 1967年、新装版 1992年
- 『本居宣長』（講談社現代新書） 1968年、改訂版 1978年
- 『赤穂四十六士論　幕藩制の精神構造』（吉川弘文館） 1978年、新版（歴史文化セレクション） 2006年
- 『徂徠学の世界』（東京大学出版会） 1991年

### 共著・校訂
- 『山鹿素行』（岩波書店、日本思想大系32） 1970年
- 『平田篤胤・伴信友・大国隆正』（岩波書店、日本思想大系50） 1973年
- 『山鹿素行』（責任編集、中央公論社、日本の名著12） 1975年、新版（中公バックス） 1983年